# Thomas Becker (kanotist född 1990)
Thomas Becker, född den 3 mars 1990, är en tysk kanotist som tävlat internationellt sedan mitten av 2000-talet.